# Bérard de Goth

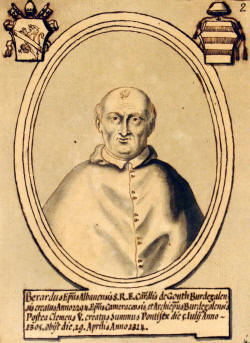
Porträt von Kardinal Bérard de Goth, 17. Jahrhundert

Bérard de Goth (* um 1250 auf Burg Villandraut; † 27. Juni 1297 in Frankreich) aus der Familie Goth war ein französischer Kardinal und Erzbischof von Lyon im 13. Jahrhundert.

## Leben
Bérard de Goth ist der Sohn von Béraud de Goth (1233–1283) und Ide de Blanquefort. Sein Bruder Bertrand wurde unter dem Namen Clemens V. zum Papst gewählt. Sein Onkel Bertrand de Goth war Bischof von Agen und Langres, sein Neffe Raymond de Goth wurde 1305 zum Kardinal ernannt.
Bérard de Goth war Archidiakon von Montalda im Bistum Agen. Am 23. Juli 1289 wurde er zum Erzbischof von Lyon gewählt.
Der Historiker Bruno Galland weist darauf hin, dass er zur Klientel des englischen Königs gehörte und daher als jemand galt, der den Interessen des Hauses Savoyen nahestand. Als er im August 1290 von Papst Nikolaus IV. ernannt wurde, um den Konflikt zwischen dem Grafen von Savoyen und dem Bischof von Genf, Guillaume de Conflans, zu schlichten, lehnte dieser ihn sofort ab, da er der Meinung war, dass der Primas von Gallien im Sold des Grafen stehe und dass er „diesem sogar die Stadt Lyon angeboten hat, um darüber wie über seine Grafschaft zu verfügen“.
Der neue Erzbischof schloss Frieden mit seinem Kapitel und durchkreuzte damit die Interessen der Savoyer, da der Graf gewöhnlich zwischen dem Prälaten, den Kanonikern und der Bevölkerung vermittelte.
Papst Coelestin V. kreierte ihn beim Konsistorium am 18. September 1294 zum Kardinalbischof von Albano (siehe Liste der Kardinalskreierungen Coelestins V.); als Erzbischof von Lyon trat er daraufhin zurück.
Der Kardinal Goth nahm am Konklave von 1294 (Wahl von Bonifatius VIII.) teil. Am 18. Februar 1295 wurde er gemeinsam mit Kardinal Simon de Beaulieu zum Päpstlichen Legaten ernannt, um einen Frieden zwischen den Königen Philipp IV. von Frankreich und Eduard I. von England auszuhandeln. Am 22. Juni 1295 erwähnte Papst Bonifatius in einem Schreiben an seine Botschafter beim römischen König Adolf von Nassau, dass er einen Waffenstillstand (treuga, nicht Frieden) zwischen Eduard I., Philipp IV. und Adolf, dem König der Römer, ratifiziert hatte. Am 13. April 1296 genehmigte der Papst einen weiteren Waffenstillstand zwischen den drei Königen, der am 24. Juni 1296 beginnen sollte.